# Longileptoneta jiaxiani
Espèce
Longileptoneta jiaxiani est une espèce d'araignées aranéomorphes de la famille des Leptonetidae.

## Distribution
Cette espèce est endémique du Fujian en Chine,. Elle se rencontre dans le xian de Lanling.

## Description
Le mâle holotype mesure 1,46 mm et la femelle paratype 1,92 mm.

## Systématique et taxinomie
Cette espèce a été décrite par Yao et Liu en 2024.

## Étymologie
Cette espèce est nommée en l'honneur de Jia-xian Gong.

## Publication originale
- Liu, Yao, Jiang, Xiao & Liu, 2024 : « Midget cave spiders (Araneae, Leptonetidae) from Jiangxi and Fujian Province, China. » ZooKeys, vol. 1189, p. 287-325 (texte intégral).